# Symmachia threissa
Symmachia threissa is een vlindersoort uit de familie van de prachtvlinders (Riodinidae), onderfamilie Riodininae.
Symmachia threissa werd in 1870 beschreven door Hewitson.